# Struma (flod)

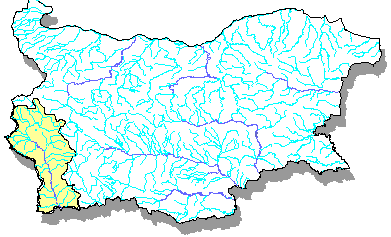
Den bulgariska delen av Struma

Struma (bulgariska: Струма /'struma/; grekiska: Στρυμόνας /stri'monas/; turkiska: Karasu, "svart vatten") är en flod i västra Bulgarien och nordöstra Grekland. Det antika grekiska namnet var Strymōn. Dess totala längd är 330 kilometer. Avrinningsområdet är 10 900 km².
Struma rinner från Vitosjabergen i Bulgarien söderut in i Grekland vid byn Kula; den rinner ut i Egeiska havet nära Néa Kerdýlia i prefekturen Serres. Floddalen är i Bulgarien ett kolproducerande område. Den grekiska delen används mycket för jordbruk. Bifloder inkluderar Dragovsjtitsa.
Den antika grekiska staden Amphipolis grundades vid flodens utlopp i Egeiska havet, och slaget vid Kleidion utkämpades vid floden 1014. 1913 fångades den grekiska armén i flodklyftan Kresnenska klisura under det andra Balkankriget. Under första världskriget spelade 1916-1917 den avskärning som nedre Struma bildar en framstående roll i striderna mellan de förbundna centralmakterna, särskilt bulgarerna, och ententen.